# Treasure (Hayley Westenra)
Treasure (in alcuni Paesi intitolato Celtic Treasure) è il terzo album discografico pubblicato in maniera internazionale della cantante neozelandese Hayley Westenra, uscito nel 2007 ed arrivato in prima posizione in Nuova Zelanda per 5 settimane.

## Tracce
Versione Stati Uniti, Australia, Nuova Zelanda e Canada
1. Let Me Lie
2. Scarborough Fair
3. Shenandoah
4. Summer Fly
5. Whispering Hope
6. Danny Boy
7. Summer Rain
8. The Last Rose of Summer
9. One Fine Day
10. Sonny
11. The Water Is Wide
12. Melancholy Interlude
13. Abide with Me

Versione Regno Unito & Internazionale
1. Let Me Lie
2. La Notte De Silenzio (feat. Humphrey Berney)
3. Santa Lucia
4. Whispering Hope
5. Summer Rain
6. Danny Boy
7. One Fine Day
8. Shenandoah
9. The Heart Worships
10. E Pari Ra
11. Sonny
12. Summer Fly
13. Melancholy Interlude
14. Bist Du Bei Mir
15. Abide with Me